# 2019年德里工廠火災
2019德里工廠火災是發生在印度德里舊城區的一場火災，造成43人死亡，並有50人以上受傷。
此場火災發生在12月9日清晨，火場地點的公寓是一間非法工廠，由於附近道路狹窄，導致消防車無法靠近，且整棟公寓並無逃生口，出口也遭雜物堵住，導致大部分死者多被濃煙嗆死，根據初步調查起火原因可能是電線短路走火。此事故是德里繼1997年烏普哈戲院火災後，最嚴重的火災事件。